# エステルイェートランド公爵

エステルイェートランド女公爵エステルの紋章

エステルイェートランド公爵（エステルイェートランドこうしゃく、スウェーデン語: Hertig av Östergötland）は、スウェーデン王国で数度創設された爵位であり、いずれもスウェーデンの王族に授けられた。初期のスウェーデンの公爵は封国に大きな権力を持ち、スウェーデン王とほぼ同程度に及ぶこともあったが、1772年以降の公爵は全て儀礼称号となっている。
エステルイェートランド地方はスウェーデンの地方の1つである。

## エステルイェートランド公爵の一覧
- スーネ・スィーキ（英語版）（在位：12世紀） - スヴェルケル1世の息子。18世紀のスウェーデン歴史家マグヌス・ボレン（Magnus Boræn）によると、エステルイェートランド公に叙された。
- マグヌス（在位：1560年 - 1595年）
- ユーハン（在位：1606年 - 1618年）
- フレドリク・アドルフ（在位：1772年 - 1803年）
- オスカル（在位：1829年 - 1872年） - 1872年、スウェーデン王オスカル2世として即位
- カール・ベルナドッテ（在位：1911年 - 1937年） - 貴賎結婚により王族の地位を失う
- エステル（在位：2012年 - ）